# 许国志
许国志（1919年4月20日—2001年12月15日），男，江苏扬州人，中国系统工程、运筹学专家，中国工程院院士。

## 生平
许国志1919年4月20日生于扬州，是盐商许蓉楫的长孙。许国志幼年时，祖父不允许其到洋学堂上学，而是请了两位家庭教师。祖父去世后，许国志考入江苏省扬州中学，1935年因曾任罢课运动主席团成员而在报考高中时未被录取，只得辗转考入南京中央大学实验中学，1939年毕业后考入交通大学机械系，但当时交大沪校的徐家汇校址已被日军占领，不得不迁入法租界，太平洋战争爆发后西迁重庆，许国志只得沿长江向西，多次突破日军封锁后于1942年9月抵达重庆，成为最早到达重庆的交大复校生之一。
许国志1943年大学毕业后，先后在新通贸易公司、昆明中央机械厂和北平石景山发电厂工作，1946年考取自费出国生，1947年赴美国堪萨斯大学攻读机械专业，其后在堪萨斯大学结识在当地从事博士后研究的蒋丽金。1953年，许国志在堪萨斯大学获得博士学位，并先后在芝加哥大学气象学系、马里兰大学流体力学及应用数学研究所工作。1954年8月15日，许国志与蒋丽金结为伉俪。
1955年9月15日，许国志伉俪乘克利夫兰总统号轮船离开旧金山，与在洛杉矶登上同一班船的钱学森一道成为1954年日内瓦会议后第一批归国受阻后从美国乘船经香港回国的中国学者。在轮船上，许国志与钱学森就運籌學（许国志最初将Operations Research翻译为“运用学”）在中国的应用前景达成了共识。1956年，许国志应钱学森之邀，到甫一成立的中国科学院力学研究所工作，其后根据“运筹帷幄之中，决胜千里之外”的典故确定了“运筹学”这一中文译名。
1995年，获选中国工程院信息与电子工程学部院士。